# Amalway Agadir Trambus
Pour les articles homonymes, voir Trambus.
Pour un article plus général, voir Agadir Mobilité SA.
Amalway Trambus est le nom attribué au réseau de bus à haut niveau de service desservant la ville d'Agadir au Maroc.
Actuellement en construction, sa mise en service est prévue en 2022 a été repoussée plusieurs fois. Elle devait avoir lieu en juin 2024 avant d'être repoussée vers la fin de cette année.
Le réseau sera composé d'une première ligne, reliant le port de pêche d'Agadir au quartier Tikiouine.

## Histoire
Un réseau de bus à bus à haut niveau de service est pour la première fois évoqué en 2014, lors de l'élaboration du Plan de Déplacements Urbains (PDU) de la ville d'Agadir.
L'option retenue est de mettre en place deux lignes BHNS en site propre. Une première phase du projet, la première ligne, reliera le port d’Agadir à Tikiouine, à l'est de la ville. Cet axe nord/sud-est, d'un tracé de 15,5 km permettra de desservir notamment le port, le secteur ville nouvelle (avenue Hassan II), le souk, le complexe universitaire et enfin Tikiouine. Il est prévu que la ligne transporte entre 40.000 et 60.000 usagers par jour, avec une fréquence d'un BHNS toutes les cinq minutes.
Les travaux, dont le premier lot devait coûté 14 millions de DH ont été lancés en mars 2021. La marque commerciale Amalway Trambus a été dévoilée au même moment. 

## Première ligne
La première ligne reliera le port de pêche d'Agadir, au nord-est de la ville, à Tikiouine, quartier du sud-est de la métropole du Souss.

## Trajet de la ligne 1
L'itinéraire de la ligne 1 comprend 25 stations, terminus compris, employant une trentaines de bus spéciaux.